# Exetastes komarovi
Exetastes komarovi är en stekelart som beskrevs av Kokujev 1904. Exetastes komarovi ingår i släktet Exetastes och familjen brokparasitsteklar. Inga underarter finns listade i Catalogue of Life.